# Star Trek IV: Zurück in die Gegenwart
Star Trek IV: Zurück in die Gegenwart (Originaltitel Star Trek IV: The Voyage Home) ist ein US-amerikanischer Science-Fiction-Film aus dem Jahr 1986. Es ist der vierte Star-Trek-Kinofilm und basiert auf der Fernsehserie Raumschiff Enterprise.
Der Film schließt direkt an den Film Star Trek III: Auf der Suche nach Mr. Spock an, in dem die USS Enterprise zerstört wurde. Das von der Enterprise-Crew verwendete Raumschiff ist daher ein in Star Trek III gekaperter klingonischer Bird of Prey („Schiff der Raubvogelklasse“), das auf den Namen Bounty getauft wurde.
Der Film handelt von einer Zeitreise ins Jahr 1986, also in die Gegenwart der Filmentstehung. Er gehört zu den komödiantischsten Filmen dieser Reihe mit Seitenhieben auf die Welt und Lebensweise der 1980er Jahre.
Die Regie führte Leonard Nimoy, der Darsteller von Mr. Spock. Der Film erschien am 26. März 1987 in den deutschen Kinos.

## Handlung
Der Anfang schließt an Star Trek III: Auf der Suche nach Mr. Spock an. Vor dem Föderationsrat fordert der Botschafter der Klingonen wegen der Kaperung des klingonischen Schiffs sowie des Todes einiger seiner Leute die Auslieferung und den Tod Kirks als Voraussetzung für einen Frieden zwischen Föderation und Klingonen.
Spocks Vater Sarek ergreift Partei zugunsten Kirks, der von den Klingonen angegriffen worden sei und in Notwehr gehandelt habe.
Nach drei Monaten im Exil auf dem Planeten Vulkan beschließen Admiral Kirk und seine Crew, zur Erde zurückzukehren und sich dafür zu verantworten, dass sie ohne Genehmigung mit der Enterprise zum Planeten Genesis geflogen sind. Zusammen mit dem wieder genesenen Spock treten sie den Rückflug mit dem von ihnen übernommenen klingonischen Raumschiff an, das von Dr. McCoy in HMS Bounty umbenannt wurde.
Unterdessen hat sich aus der Tiefe des Alls eine rätselhafte Sonde der Erde genähert und auf ihrem Weg das Föderationsraumschiff U.S.S. Saratoga und den Orbitalstützpunkt lahmgelegt. Die Sonde sendet hochenergetische Signale aus, die alle irdischen Energiesysteme zusammenbrechen lassen. Sie verdampft die Ozeane, wodurch sich eine dichte Wolkenschicht bildet und verheerende Unwetter toben. Das Ende der Erdbevölkerung scheint unausweichlich. Der Präsident der Föderation warnt deshalb in einem Rundruf davor, sich der Erde zu nähern.
Die Bounty empfängt diesen Rundruf. Spock findet heraus, dass die Signale der Sonde unter Wasser dem Gesang von Buckelwalen gleichen müssten, und schließt daraus, dass die Sonde sich an Buckelwale richtet und von ihnen eine Antwort erwartet. Da diese Wale auf der Erde bereits im 21. Jahrhundert ausgerottet wurden, entschließt sich Kirk zu einem Zeitsprung mit der gesamten Bounty in das 20. Jahrhundert, um Buckelwale aufzugreifen und ins 23. Jahrhundert zu bringen.
Das Schiff landet mit aktivierter Tarnvorrichtung, also unsichtbar, im San Francisco des Jahres 1986. Im Aquarium eines Meeresforschungsinstitutes finden Kirk und Spock ein Buckelwalpärchen, George und die trächtige Gracie, das für ihre Zwecke bestens geeignet scheint. Sie gehören der Meeresbiologin Dr. Gillian Taylor, die ihren beiden Walen sehr zugetan ist und sie bald auswildern möchte. Kirk erfährt von ihr zwar nicht den Zeitpunkt der Freilassung, hinterlässt ihr aber den Standort der Bounty. Als Dr. Taylor später entdeckt, dass die Wale vorzeitig ohne ihr Wissen freigelassen wurden, fährt sie verzweifelt dorthin, wird an Bord gebeamt und von Kirk in seinen Plan eingeweiht.
Um die Wale mit dem Raumschiff zu transportieren, versuchen Scotty und McCoy in einer Firma, die Kunststoffe herstellt, Hilfe zu finden. Scotty „hilft“ dem Chef der Firma mit einer neuen Formel für „Transparentes Aluminium“.
Scotty entdeckt, dass der Zeitsprung den Warp-Kern der Bounty überlastet hat, der nun zerfällt. Zu dessen Regenerierung wird externe radioaktive Strahlung benötigt. In dem atomgetriebenen Flugzeugträger Enterprise werden Chekov und Uhura fündig und sammeln mit einem speziellen Gerät Strahlung am Reaktor ein, bis eine Wachpatrouille auf sie aufmerksam wird. Uhura kann im letzten Moment zur Bounty gebeamt werden, Chekov wird verhaftet, verhört und nach einem Fluchtversuch schwer verletzt in ein Krankenhaus gebracht. Die als Ärzte verkleideten Kirk, Dr. McCoy und Dr. Taylor können Chekov von dort zurück auf die Bounty holen.
Mit Hilfe von Dr. Taylor und einem Peilsender gelingt es der Crew, die Wale zu orten. Sie retten sie in letzter Sekunde vor der Harpune eines norwegischen Walfängers, worauf Scott die Wale mitsamt einer ausreichenden Menge Wasser in ein eigens errichtetes Bassin an Bord der Bounty beamt.
Der Zeitsprung zurück in das 23. Jahrhundert verläuft reibungslos. In der Bucht von San Francisco aus der gewasserten und sinkenden Bounty freigelassen, beantworten die Wale schließlich das Signal der Sonde. Diese stellt ihre Ausstrahlungen ein und entfernt sich, worauf die irdischen Systeme wieder einwandfrei funktionieren.
Anschließend muss sich die Besatzung der Enterprise für das Kapern und das Zerstören der Enterprise verantworten; der Rat lässt jedoch angesichts der Rettung der Erde alle Anklagepunkte fallen, mit einer Ausnahme: Kirk wird wegen Befehlsmissachtung vom Admiral zum Captain degradiert. Zunächst rechnet die Crew damit, nun einen Frachter führen zu müssen, doch sie erhält das Kommando über das neue Raumschiff U.S.S. Enterprise NCC-1701-A.
Der Film endet mit einem Zitat aus dem Gedicht Wale weinen nicht von D. H. Lawrence.

## Humor
Der 1986 erschienene Film karikiert in vieler Hinsicht die Konfrontation der aus dem 23. Jahrhundert kommenden Enterprise-Crew mit Gewohnheiten der 1980er Jahre.
- Die Landung in San Francisco wird von zwei Müllmännern beobachtet, die ein UFO zu sehen glauben und Stillschweigen vereinbaren.
- Beim ersten Überflug über die Stadt fragt Dr. McCoy überrascht „Das sind also die Straßen von San Francisco?“
- Kirk verwendet in der Kommunikation mit Menschen des 20. Jahrhunderts bewusst häufig Kraftausdrücke. Von Spock auf diese ungewohnten „farbigen Metaphern“ angesprochen, erklärt er, das sei in der Zeit so üblich, man müsse in jedem Satz fluchen, um ernst genommen zu werden. Spock versucht es daraufhin auch, aber in den falschen Momenten.
- Spock trägt den ganzen Film hindurch seine auf der Erde auffallende vulkanische Kleidung und wird als Hippie ausgegeben. Mit einem Stirnband verdeckt er seine auffallenden Spitzohren.
- Die Bauteile für das Wasserbassin in der „Bounty“ werden von einem Kunststoffplattenhersteller bezogen, dessen Chef dafür von Scott die Formel für transparentes Aluminium bekommt. Als dessen Macintosh auf Scotts mündliche Ansprache nicht reagiert, hält er die ihm gereichte Maus für ein Mikrofon.
- Die Crew der Enterprise bedenkt nicht, dass Chekov als Russe auf einem US-Kriegsschiff im Kalten Krieg als Spion verdächtigt werden könnte.
- Im Krankenhaus wird McCoy mit der Medizintechnik des 20. Jahrhunderts konfrontiert, für ihn „finsteres Mittelalter“. Beiläufig drückt er einer Dialyse-Patientin eine Tablette in die Hand, worauf ihr in kürzester Zeit eine neue Niere wächst.

## Sonstiges
- Der Flugzeugträger im Film wird als USS Enterprise bezeichnet. Tatsächlich war es die Ranger, da die Enterprise zum Zeitpunkt der Dreharbeiten auf See war.
- Der Film wurde den am 28. Januar 1986 tödlich verunglückten Astronauten der Raumfähre Challenger gewidmet. Die Macher ehrten diese im Vorspann mit den Worten: „Dieser Film ist den Männern und Frauen des Raumschiffs Challenger gewidmet, deren Mut weit über das 23. Jahrhundert hinaus überleben wird.“
- Der Film wurde 1987 in den folgenden Kategorien für vier Oscars nominiert: Best Cinematography, Best Effects (Sound Effects Editing), Best Music (Original Score), Best Sound.
- Der Film gewann 1987 einen Saturn Award für die besten Kostüme.
- Die Szenen im Aquarium von San Francisco wurden im Monterey Bay Aquarium gedreht. Dort gab und gibt es keine Wale. Die Produzenten mussten besorgte Walschützer mit einer Tour an den Produktionsort davon überzeugen, dass keine Wale für den Film gequält wurden. Die Aufnahmen vom Walbecken sowie von den Walen selbst wurden durch Spezialeffekte erzeugt.
- Der frühere indische Tennisprofi Vijay Amritraj hatte als Captain Joel Randolph von der USS Yorktown einen Kurzauftritt.
- Madge Sinclair hatte einen ungenannten Auftritt als Captain der USS Saratoga und war damit der erste weibliche Raumschiff-Captain der Föderation im Star Trek Universum.
- Transparentes Aluminium wurde zwei Jahre vorher (1984) zum Patent angemeldet.
- Der von Spock im Bus betäubte Punk wurde von Aufnahmeleiter Kirk Thatcher gespielt. 35 Jahre später, in der vierten Folge der zweiten Staffel von Star Trek: Picard spielte er die gleiche Rolle noch einmal.

## Synchronisation
Die deutsche Synchronisation übernahm die Cine Adaption GmbH nach einem Dialogbuch von Gerd Eichen unter der Dialogregie von Wolfgang Schick. Für den Film wurden einige Rollen neu besetzt. Nachdem William Shatner im zweiten und dritten Teil der Kinoreihe von Klaus Sonnenschein synchronisiert worden war, übernahm hier nun wieder Gert Günther Hoffmann.
| Figur                             | Darsteller        | Deutscher Sprecher    |
| --------------------------------- | ----------------- | --------------------- |
| Admiral James T. Kirk             | William Shatner   | Gert Günther Hoffmann |
| Captain Spock                     | Leonard Nimoy     | Herbert Weicker       |
| Dr. Leonard „Pille“ McCoy         | DeForest Kelley   | Randolf Kronberg      |
| Captain Montgomery „Scotty“ Scott | James Doohan      | K. E. Ludwig          |
| Commander Hikaru Sulu             | George Takei      | Tommi Piper           |
| Commander Pavel Chekov            | Walter Koenig     | Elmar Wepper          |
| Commander Uhura                   | Nichelle Nichols  | Ilona Grandke         |
| Sarek                             | Mark Lenard       | Gunnar Möller         |
| Amanda Grayson                    | Jane Wyatt        | Edith Schneider       |
| Lieutenant Saavik                 | Robin Curtis      | Monika Rasky          |
| Commander Janice Rand             | Grace Lee Whitney | Barbara Witow         |
| Präsident des Föderationsrates    | Robert Ellenstein | Alwin Joachim Meyer   |
| klingonischer Botschafter         | John Schuck       | Jochen Striebeck      |
| Admiral Cartwright                | Brock Peters      | Frank Engelhardt      |
| Dr. Gillian Taylor                | Catherine Hicks   | Viktoria Brams        |
| Captain Joel Randolph             | Vijay Amritraj    | Fabian von Klitzing   |

## Rezeption
Star Trek IV erhielt ein gutes Presseecho, was sich auch in den Auswertungen US-amerikanischer Aggregatoren widerspiegelt. So erfasst Rotten Tomatoes größtenteils positive Besprechungen und ordnet den Film dementsprechend als „Zertifiziert Frisch“ ein. Laut Metacritic fallen die Bewertungen im Mittel „Grundsätzlich Wohlwollend“ aus. Auch das Publikum war begeistert. US-amerikanische Kinobesucher vergaben einen seltenen CinemaScore von A+ entsprechend der deutschen Schulnote 1+.

„Die formal und inhaltlich durchschnittliche Science-Fiction-Unterhaltung gewinnt im Vergleich zu den eher fantastischen Beiträgen der Serie durch ihr realistisch-ökologisches Thema an Interesse: Schutz der in der Gegenwart tatsächlich von Ausrottung bedrohten Wale.“

„Wieder unter der Regie von ‚Mr. Spock‘ Leonard Nimoy gelang diesmal ein spannender Science-Fiction-Film mit Öko-Botschaft und spaßigen Seitenhieben auf unsere Zeit. Nicht nur für Fans der Serie gute Unterhaltung.“

„Ein vergnügliches Stück Unterhaltung[,] das so vertraute Figuren einsetzt, dass man sie glatt für alte Freunde halten könnte.“

„Der mit Abstand witzigste Ausflug der ‚Enterprise‘ führt in die 80er – ‚Star Trek‘ als Komödie? Ein gewagtes Unterfangen, gelten viele Sci-Fi-Fans doch als recht pingelig und kritisch. Doch dieser vierte Film beweist, dass Humor und die ‚Enterprise‘ formidabel zusammen passen. Darin reisen Kirk (William Shatner) und Crew per Zeitsprung ins 20. Jahrhundert, um dort einen der letzten Buckelwale zu suchen. Das Ergebnis ist superlustig – und der Beweis, dass ‚Trekkies‘ Spaß verstehen: Bis 2009 war dies der erfolgreichste ‚Star Trek‘-Film.“